# پیموزاید
پیموزاید (به انگلیسی: Pimozide)
رده درمانی: داروهای روحی
اشکال دارویی: قرص

## موارد مصرف
پیموزاید اصولاً جهت درمان روان‌پریشی مصرف می‌شود. این دارو به منظور متوقف ساختن تیک‌های صوتی و حرکتی در بیماران مبتلا به اختلال Tourette's به کار می رود.

## مکانیسم اثر
داروی پیموزاید احتمالاً با مهار گیرنده‌های دوپامین در مغز اثر می‌کند.

## عوارض جانبی
عوارض اکستراپیرامیدال، خواب آلودگی، عوارض آنتی کلینرژیک (کمتر از سایر داروهای آنتی سایکوتیک)، آریتمی‌های بطنی و سایر اختلالات ECG مانند طولانی شدن فاصله QT و تغییرات موج T با مصرف این دارو گزارش شده‌است.